# Групповая подпись
Групповая подпись — схема реализации электронной подписи, которая позволяет члену группы анонимно подписывать сообщение от имени группы.
Концепцию групповой подписи представили Дэвид Чаум и Евген Ван Хейст (англ. Eugene Van Heyst) в 1991 году. Примером задачи была ситуация, когда проверяющий лишь удостоверяется, что подписавший действительно является сотрудником некоторого подразделения (членом группы), но не требуется уточнять, кто он. При этом в спорном случае администратор с дополнительными полномочиями может по подписи установить личность подписавшего. Другое применение — ключи доступа в ограниченных зонах, где перемещения отдельных сотрудников постоянно не отслеживаются, но разрешается доступ только для членов группы.
Существенной особенностью групповой подписи является наличие администратора группы, который обеспечивает добавление в группу и имеет возможность раскрыть подписавшего в случае возникновения споров. В некоторых реализациях системах обязанности по добавлению участников и раскрытию подписавшего разделены между менеджером членства и менеджером отзыва.

## Схема групповой подписи
Следующий протокол предусматривает одного администратора:
- Администратор создаёт множество пар из открытых и закрытых ключей. Каждый член группы получает {\displaystyle m} уникальных закрытых ключей. (Если в группе {\displaystyle n} членов, то общее число пар ключей должно быть {\displaystyle m*n}.)
- Администратор публикует все открытые ключи в случайном порядке, не уточняя, кому какие ключи принадлежат.
- Для подписи член групп использует случайный секретный ключ из своего списка.
- Проверяющий последовательно перебирает список открытых ключей, пока один из них не удостоверит, что подписавший принадлежит данной группе.
- В случае споров, администратор знает персональные списки открытых ключей и может узнать, кто был подписавшим.

Предложенная схема обеспечивает:
- правом подписи обладают только члены группы подписывающих и каждый может подписать сообщение самостоятельно (в отличие от множественной подписи, где подпись коллективная);
- проверяющий может убедиться, что подписавший из группы подписывающих, но не может установить, кто именно (частичная анонимность);
- при сравнении подписи под двумя одинаковыми сообщениями не должно быть понятно, один и тот же ли это подписавший или нет;
- при необходимости администратор группы может установить, кто сгенерировал подпись;
- администратор не может объявить, что подпись принадлежит тому, кто её не накладывал;
- даже если все члены группы, включая администратора, объединят усилия, они не могут создать подпись, принадлежащую не члену группы;
- договорившаяся между собой подгруппа не может сгенерировать действительную подпись, которую администратор не сможет связать с одним из «заговорщиков».